# داور بیچز سوت (نیوجرسی)
داور بیچز سوت (به انگلیسی: Dover Beaches South) یک منطقهٔ مسکونی در ایالات متحده آمریکا است که در تامز ریور، نیوجرسی واقع شده‌است. داور بیچز سوت ۲٫۶۶۵ کیلومتر مربع مساحت و ۱٬۲۰۹ نفر جمعیت دارد و ۱ متر بالاتر از سطح دریا واقع شده‌است.